# Preußen Münster
SC Preußen Münster, är en tysk fotbollsklubb i Münster, Tyskland. Klubben grundades den 13 april 1906 under namnet FC Preußen 1906 men bytte år 1921 namn till SC Preußen Münster. Preußen spelar sina hemmamatcher på Preußenstadion som rymmer 14 300 åskådare, varav 2 913 är sittplatser. Preußen Münster var med i den första upplagan av Bundesliga 1963-1964.

## Historia
Det var fredagen den 13 april 1906 som ett par ungdomar valde att grunda en fotbollsklubb. Klubben fick namnet  FC Preußen. Klubbens namn kom under 1921 att ändras då man döpte om namnet till SC Preußen Münster och sen dess har namnet inte ändrats. 
Det var år 1951 som DFB (tyska fotbollsförbundet) fick upp ögonen för klubben och blev därför en av de grundade medlemmarna av nya Bundesliga som startades år 1963. Klubben spelade sin allra första match i topp divisionen mot Hamburg SV i en match som slutade 1–1. Trots det slutade säsongen mycket dåligt för klubben som slutade på en 15:e plats och blev degraderade till 2. Bundesliga. Sedan dess har klubben aldrig spelat i den tyska högsta ligan.